# 陳允堅
陳允堅（1557年—1602年），字貞甫，號毅軒，南直隸蘇州府長洲縣人，明朝政治人物。

## 生平
少時以學行為鄉里所推，從遊常百人。萬曆十九年（1591年）辛卯科應天鄉試第一百二十名舉人，二十三年（1595年）中式乙未科會試第一百七十名，三甲第二百十一名進士。工部觀政，授諸暨縣知縣，二十五年（1597年）調崇德縣知縣，皆以賢能著聞，三十年（1602年）升吏部主事，未任而卒。

## 家族
陳璚族曾孫。曾祖陳洹，監生；祖父陳桐；父陳文烈，封文林郎。母范氏（封孺人）。具慶下。妻吳氏（封孺人）。子陳仁錫（南京國子監祭酒）、陳義錫、陳禮錫、陳智錫。